# 玩命特區
《玩命特區》（英語：Brick Mansions）是一部2014年法国和加拿大合拍的英语动作片，是2004年大衛·貝爾主演的法国电影《暴力特区》的重拍版。Camille Delamarre执导，吕克·贝松、Robert Mark Kamen和保罗·沃克主演。本片是保罗·沃克拍摄完成的最后一部电影，他于2013年11月30日因车祸去世。
法国于2014年4月23日、加拿大和美国于4月25日、中国大陆于8月1日公映。

## 剧情
影片以2018年的底特律为背景。由于底特律罪恶横行，政府为保障市民安全，将该市最危险的罪犯特里梅因隔离起来，安置于罪恶禁区“红砖特区”之内。
他是卧底探员达米安（保罗·沃克 饰）一直希望捉拿的对象。另一方面，禁区居民利诺（大卫·贝尔 饰）由于反对特里梅因在特区里做毒品买卖，并销毁了从其手下手中得到的20公斤毒品，导致其前女友罗拉被特里梅因掳走。一次特里梅因带人抢走了军警押送的一颗威力巨大的中子導弹，为了维护底特律数百万民众的安全，市长派遣达米安与利诺联手前去红砖特区，以将特里梅因绳之以法并阻止中子導弹的引爆。

## 角色
- Paul Walker - Damien Collier
- David Belle - Lino Duppre
- RZA - Tremaine Alexander
- 卡塔利娜·丹尼斯 - Lola

## 制作
2013年4月30日开拍, 取景地包括密歇根州和蒙特利尔。欧罗巴影业为主要投资方，相对论传媒发行。

## 反响
烂番茄新鲜度26%，Metacritic上28家媒体综评40分，赞者欣赏影片的动作和娱乐性，反对者批评剪辑和剧情。